# المجمع الفقهي العراقي
المجمع الفقهي العراقي لكبار العلماء للدعوة والإفتاء: هو مرجعية شرعية مستقلة لأهل السنة والجماعة، ليست حكومية، ولا تحتاج إلى تشريع أي قانون لتشكيلها؛ تتفاعل وتتعاون مع المؤسسات العلمية الشرعية داخل العراق وخارجه، لغرض تحقيق الأهداف المنشودة ضمن حدود الشريعة الإسلامية، مع مد جسور التعاون والتواصل وتبادل الخبرات مع الهيئات والمنظمات والمؤسسات كافة.

## الرؤية
تحقيق مرجعية شرعية لأهل السنة والجماعة.

## الرسالة
بالشرع والشورى والتجديد نحيا حياة طيبة.

### الاهداف العامة
1. نشر الدعوة الإسلامية عقيدة وشريعة ونظاماً واخلاقاً.
2. تحذير المجتمع من الافكار الهدامة وبيان خطرها.
3. دراسة النوازل العامة وبيان موقف الشرع منها وإصدار الفتاوى بخصوصها.
4. دراسة التشريعات الرسمية وبيان الحكم الشرعي فيها.

### الاهداف المرحلية
1. ترسيخ المرجعية الشرعية لأهل السنة والجماعة.
2. إيصال صوت المجمع الفقهي العراقي إلى الرأي العام العراقي، وإلى المحيطين العربي والعالمي.
3. الحضور الفاعل في المؤتمرات والمجامع العلمية.
4. ترشيد الفتاوى الفقهية لمنع الاختلال الفكري والسلوكي في المجتمع.
5. نشر العلم الشرعي المستند إلى الضوابط والأصول العلمية المعتمدة.
6. الارتقاء بالمستوى العلمي للدعاة وطلبة العلم.
7. الاهتمام بالعلم والعلماء وترسيخ الهيبة للفتوى والمفتين.

يضم هذا المجمع نخبة من خيرة علماء وفقهاء العراق ومن القوميات المختلفة المؤهلين للفتوى والبحث العلمي والنظر في المسائل الشرعية الإسلامية التي تحتاج إلى نظر مما يدور في الساحة العراقية.
وإلى جانب هذه النخبة ثلة من العلماء والباحثين الشباب تساعد هؤلاء الجهابذة وتتعلم منهم وتتدرب على الإفتاء التطبيقي تحت أيديهم وترفد هذه المؤسسة الفقهية بدراسات متخصصة في المجالات التي تحتاج إلى دراسة.

## الموقع
يقع المقر العام لمبنى المجمع الفقهي العراقي في جامع الإمام الأعظم أبي حنيفة النعمان في منطقة الأعظمية ببغداد عاصمة العراق.

## أنظر أيضا
أحمد حسن الطه